# CB Bears
Ursuat (CB Bears (em inglês) é uma série de desenho animado de 60 minutos, produzido pela Hanna-Barbera. Estreou em 1977 e era um show, com vários desenhos, além do episódio da Ursuat, outros personagens que apareciam durante o show incluem:
- Careta e Mutreta
- Trapaleão
- Polícia Desmontada
- Treme-Treme
- Elefantástico

Nos créditos finais ainda aparecia o Capitão Caverna.

## História
Trombada, Tampinha e Esperto são 3 ursos detetives, que formam a Ursuat. Eles recebem orientações da Chefe Charlie via rádio, uma voz muito sensual, o personagem nunca foi mostrado.
Tampinha fica todo arrepiado quando ouve a Chefe.
A Ursuat possui um caminhão de lixo como meio de transporte, para não levantar suspeitas e viajam o país resolvendo mistérios.
Inspirado na série de TV As Panteras.

## Episódios

### Nomes Originais(em inglês)
01: The Missing Mansion Mystery  - A Ursuat descobre uma mansão perdida no meio de uma lagoa infestada de crocodilos.
02: The Doomsday Mine - A Ursuat vai ao Arizona, onde as pessoas estão ficando verdes e luzes e sons estranhos emanam do deserto.
03: Follow that Mountain - Enquanto investigam um caso estranho de montanhas desaparecidas, a Ursuat cai em uma caverna e são perseguidos por esquilos gigantes.
04: Valley of No Return - A Ursuat se embrenha na selva e descobre porque os animais estão fugindo.
05: The Fright Farm - A Ursuat segue um homem misterior, que rouba animais do zoológico, ao seu esconderijo, onde está carregando uma enorme arca.
06: Drackenstein's Revenge - Enquanto procuram pistas de porque todos os camponeses de Drackenstein estão dormindo, a Ursuat descobre algo impressionante.
07: Water, Water...Nowhere - A Ursuat tenta salvar o mundo de um maluco que transforma água em areia com uma máquina.
08: The Wild, Wild Wilderness - Enquanto a Chefe avisa a Ursuat para tomarem cuidado com criaturas estranhas perto do acampamento, um deles é raptado.
09: Ilha do Terror - A Ursuat combate um polvo gigante a fim de chegar à ilha de Mikimos.
10: Go North, Young Bears - A Ursuat vai ao Polo Norte para procurar a fonte de enchentes misteriosas no Noroeste.
11: The Invasion of the Blobs - A Ursuat descobre que alguns monstros, que estão devorando construções na cidade de Ouro dos Tolos, saem de um tubo gigante.
12: The Disaster from the Skies - A Ursuat sobrevoa New City em um balão para descobrir a fonte de raios de destruição misteriosos permeando a cidade.
13: The Disappearing Satellites - A Ursuat vê uma espaçonave mergulhada em um lago, seguem-na, e descobrem uma estação espacial gigante em uma enorme caverna.

## Dubladores

### Nos Estados Unidos
- Esperto : Daws Butler
- Trombada: Henry Corden
- Tampinha: Chuck McCann
- a chefe Charlie: Susan Davis

### No Brasil
- Esperto : Miguel Rosenberg e Orlando Prado
- Trombada: Telmo de Avelar e Guálter França
- Tampinha: Paulo Pinheiro
- a chefe Charlie: Vera Miranda

## Curiosidades
O desenho animado bateu recordes de audiencia nas madrugadas da Rede Globo. Considerado o desenho animado de maior audiencia da TV.

## Outras aparições
- Capitão Canguru (década de 1980)